# Fragging
Nelle United States Armed Forces il fragging (dal termine inglese fragmentation grenade, granata a frammentazione) indica un'azione compiuta intenzionalmente per assassinare un altro militare, in particolare il proprio comandante o un altro membro del corpo combattente. Per estensione, il termine può essere applicato per indicare la deliberata manipolazione della catena di comando ottenuta attraverso l'esposizione intenzionale a una situazione di pericolo di un membro o di un'unità, al fine di annientarlo/i.
Ad esempio, può essere ordinato ad un singolo soldato di compiere un'azione particolarmente rischiosa ed esporlo ripetutamente ad azioni simili fino alla sua morte.

## Storia
Il termine, coniato durante la Guerra del Vietnam, originariamente aveva un significato definito: era principalmente usato per indicare l'assassinio di ufficiali impopolari da parte delle loro unità di combattimento. Per far sembrare accidentali questi omicidi e occultare le reali intenzioni dei militari coinvolti, all'inizio venivano utilizzate delle granate a frammentazione per simulare un'azione di combattimento con il nemico.
In seguito il termine ha subito uno slittamento semantico e con il significato attuale può essere applicato a qualunque membro, dal semplice arruolato all'ufficiale, e non riguarda più solo i graduati, e soprattutto non riguarda più solo un'azione deliberata e diretta da parte di un sottoposto del corpo militare.